# Tchito
Tchito är en ort i Benin. Den ligger i den södra delen av landet, 80 km nordväst om huvudstaden Porto-Novo. Tchito ligger 51 meter över havet och antalet invånare är 3 888.
Terrängen runt Tchito är platt. Närmaste större samhälle är Coussé, 12,2 km sydost om Tchito.
Omgivningarna runt Tchito är en mosaik av jordbruksmark och naturlig växtlighet. Runt Tchito är det ganska tätbefolkat, med 160 invånare per kvadratkilometer.